# Кондратьев, Валерий Павлович
Вале́рий Па́влович Кондра́тьев (род. 12 октября 1952) — советский и российский актёр театра и кино.
Заслуженный артист Российской Федерации (2001). 

## Биография
Валерий Павлович Кондратьев родился 12 октября 1952 года.
Окончил Горьковское театральное училище.
Работал с 1977 по 1983, и, после перерыва, с 1992 года в Нижегородском театре «Комедія».

## Признание и награды
- Заслуженный артист Российской Федерации (11 октября 2001)
- Премия областного фестиваля театров «Премьеры сезона» за роль Хозяина в спектакле по пьесе Ладо «Очень простая история»[1]

## Творчество

### Роли в театре

#### Нижегородский театр «Комедія»
- «На дне» М. Горького — Лука
- «Сон в летнюю ночь» У. Шекспира — Оберон
- «Ревизор» Н. Гоголя — Ляпкин-Тяпкин
- «Веронские любовники» Г. Горина — Монтеки
- «Много шума из ничего» У. Шекспира — Кизил
- «Антре с балкона или Как украсть высокие технологии» по пьесе Х.Бергера «Ещё один Джексон, или Перебор» — Джон Валлоне
- «Моя прекрасная Элиза» по пьесе Б. Шоу «Пигмалион» — Генри Хиггинс
- «Самоубийца» Н. Эрдмана — Калабушкин
- «Tabernaria» по пьесе К.Гольдони «Трактирщица» — Кавалер Рипафратта
- «Хапун» В. Ольшанского — отставной солдат Харько
- «Эти свободные бабочки» Л. Герша — Ральф Остин
- «Очень простая история» М. Ладо — Хозяин

### Роли в кино
- 1979 — Шкура белого медведя — Сашок Еремеев
- 2014 — Московская борзая — «Митрич», следователь на пенсии